# Hebius
Hebius är ett släkte av ormar i familjen snokar som förekommer i Sydostasien. Arterna ingick tidigare i släktet Amphiesma.
Med en längd av 75 till 150 cm är arterna medelstora ormar. De lever i Indien, Kina och andra delar av Sydostasien. Habitatet utgörs av träskmarker och andra fuktiga områden nära vattendrag eller insjöar. Dessa ormar jagar groddjur och fiskar. Honor lägger ägg.
Släktet utgörs av cirka 45 arter:
- Hebius andreae (ZIEGLER & LE KHAC QUYET, 2006)
- Hebius annamensis (BOURRET, 1934)
- Hebius arquus (DAVID & VOGEL, 2010)
- Hebius atemporale (BOURRET, 1934)
- Hebius beddomei (GÜNTHER, 1864)
- Hebius bitaeniatum (WALL, 1925)
- Hebius boulengeri (GRESSITT, 1937)
- Hebius celebicum (PETERS & DORIA, 1878)
- Hebius chapaensis (BOURRET, 1934)
- Hebius clerki (WALL, 1925)
- Hebius concelarum (MALNATE, 1963)
- Hebius craspedogaster (BOULENGER, 1899)
- Hebius deschauenseei (TAYLOR, 1934)
- Hebius flavifrons (BOULENGER, 1887)
- Hebius frenatum (DUNN, 1923)
- Hebius groundwateri (SMITH, 1922)
- Hebius inas (LAIDLAW, 1901)
- Hebius ishigakiense (MALNATE & MUNSTERMAN, 1960)
- Hebius johannis (BOULENGER, 1908)
- Hebius kerinciense (DAVID & DAS, 2003)
- Hebius khasiense (BOULENGER, 1890)
- Hebius leucomystax (DAVID, BAIN, QUANG TRUONG, ORLOV, VOGEL, NGOC THANH & ZIEGLER, 2007)
- Hebius metusium (INGER, ZHAO, SHAFFER & WU, 1990)
- Hebius miyajimae (MAKI, 1931)
- Hebius modestum (GÜNTHER, 1875)
- Hebius monticola (JERDON, 1853)
- Hebius nicobariense (SCLATER, 1891)
- Hebius octolineatum (BOULENGER, 1904)
- Hebius optatum (HU & ZHAO, 1966)
- Hebius parallelum (BOULENGER, 1890)
- Hebius pealii (SCLATER, 1891)
- Hebius petersii (BOULENGER, 1893)
- Hebius popei (SCHMIDT, 1925)
- Hebius pryeri (BOULENGER, 1887)
- Hebius sanguineum (SMEDLEY, 1932)
- Hebius sarasinorum (BOULENGER, 1896)
- Hebius sarawacense (GÜNTHER, 1872)
- Hebius sauteri (BOULENGER, 1909)
- Hebius taronense (SMITH, 1940)
- Hebius venningi (WALL, 1910)
- Hebius vibakari (BOIE, 1826)
- Hebius viperinum (SCHENKEL, 1901)
- Hebius xenura (WALL, 1907)
- Hebius yanbianensis LIU, ZHONG, WANG, LIU & GUO, 2018